# Bouvardia capitata
Bouvardia capitata är en måreväxtart som beskrevs av Arthur Allman Bullock. Bouvardia capitata ingår i släktet Bouvardia och familjen måreväxter. Inga underarter finns listade i Catalogue of Life.